# 陈元丰
陈元丰（1963年12月—）黑龙江省望奎县人，中国共产党党员、中华人民共和国官员。2009年4月至2024年3月任中共中央台湾工作办公室、国务院台湾事务办公室副主任。现任十四届全国政协港澳台侨委员会副主任。

## 生平
1980年10月至1982年7月，陈元丰在黑龙江省财政专科学校国民经济计划专业学习。1982年参加工作，1982年8月至1984年11月，任黑龙江省第二轻工业厅生产计划处科员。1984年11月至1987年5月，任黑龙江省第二轻工业厅生产计划处副主任科员。1986年6月加入中国共产党。1987年5月至1989年9月，任黑龙江省计划委员会生产处副主任科员。1989年9月至1989年11月，任黑龙江省计划委员会生产处主任科员。1989年11月至1992年11月，任黑龙江省人民政府办公厅主任科员。1992年11月至1994年1月，任黑龙江省人民政府办公厅副处级调研员。1994年1月至1994年5月，任中国人民银行黑龙江省分行干部。
自陈云林在黑龙江省工作期间，陈元丰便担任陈云林的秘书，陈云林1994年调到中共中央台湾工作办公室、国务院台湾事务办公室任职后，陈元丰也调来，前后跟随陈云林15年。1994年5月至1997年2月，陈元丰任中共中央台办、国务院台办秘书局助理调研员。1997年2月至1997年6月，任中共中央台办、国务院台办秘书局正处级秘书。1997年6月至2000年3月，任中共中央台办、国务院台办秘书局秘书二处处长。2000年3月至2003年9月，任中共中央台办、国务院台办秘书局副局长。2003年9月至2005年1月，任中共中央台办、国务院台办秘书局局长。2005年1月至2006年6月，任中央台办、国务院台办联络局局长。2006年6月至2009年4月，任中共中央台办、国务院台办主任助理兼联络局局长。2005年9月至2008年7月，在中共中央党校函授学院政治学专业研究生班学习，获中共中央党校研究生学历。2009年4月起，任中共中央台办、国台办副主任。
陈元丰在担任中共中央台办、国务院台办联络局局长期间，负责同台湾政党高层人士的交流工作，多次参与接待中国国民党、亲民党、新党高层领导的接待，还积极接触部分民进党人士。陈元丰是中共中央台办、国台办两位中共十八大代表之一（另一位是中共中央台办、国务院台办主任张志军）。2014年，中共中央台办、国务院台办副主任陈元丰往来海峡两岸，参与促成了2015年“两岸领导人会面”，并且是陪同中共中央总书记习近平参加“习马会”的6位大陆高级幕僚官员之一（其他五位是中央政策研究室主任王沪宁、中央辦公廳主任栗战书、中央辦公廳副主任兼總書記辦公室主任丁薛祥、國務委員杨洁篪、国台办主任张志军）。2024年3月，以60岁年龄卸任国台办副主任。
2018年1月，获任为第十三届全国政协委员（特邀界别）。2023年1月，任第十四届全国政协委员（台联界别）。是十三、十四届全国政协港澳台侨委员会副主任。